# Yangshan (Qingyuan)

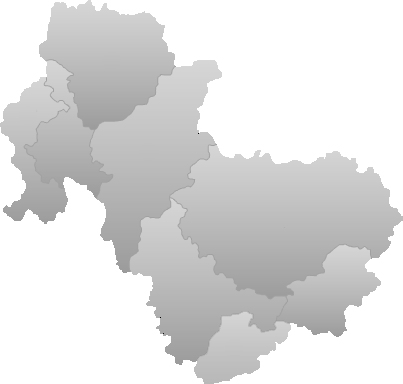
Lage des Kreises Yangshan im Gebiet der bezirksfreien Stadt Qingyuan

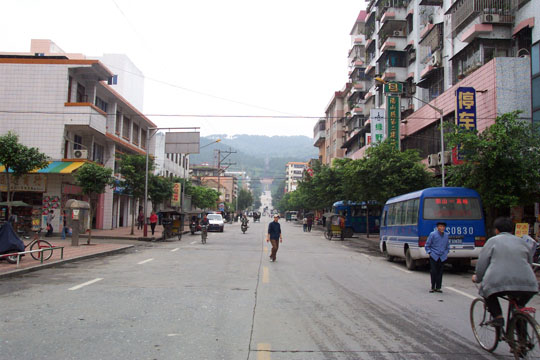
Straße in Yangshan

Der Kreis Yangshan (chinesisch 陽山縣 / 阳山县, Pinyin Yángshān Xiàn, Jyutping Joeng4 saan1 Jyun6*2) ist ein Kreis der bezirksfreien Stadt Qingyuan in der Provinz Guangdong der Volksrepublik China. Er hat eine Fläche von 3.418 km² und zählt 367.175 Einwohner (Stand: Zensus 2020). Sein Hauptort ist die Großgemeinde Yangcheng (阳城镇).

## Administrative Gliederung
Auf Gemeindeebene setzt sich der Kreis aus zwölf Großgemeinden und einer Gemeinde (der Yao) zusammen. 